# IBM PC DOS
IBM PC DOS (Personal Computer Disk Operating System) je v informatice označení pro operační systém společnosti IBM určený pro osobní počítače IBM PC a kompatibilní. V letech 1985 až 1995 se jednalo o jeden ze tří nejrozšířenějších operačních systémů pro tyto počítače. Původní dohoda mezi IBM a Microsoftem z roku 1981 předpokládala, že Microsoft napíše základ nového OS a obě firmy poté budou vyvíjet jeho odlišné části, aby vznikl kvalitnější a robustní systém. Posléze měly kód obě firmy vzájemně sdílet. MS-DOS od Microsoftu a PC DOS byly uvedeny na trh každý zvlášť, IBM jej prodávala ve svých IBM PC, na rozdíl od Microsoftu, který jej prodával na otevřeném trhu.
Mnoho let si byly MS-DOS a PC DOS tak podobné, že většina lidí je zaměňovala a programy napsané pro jeden z nich mohly běžet i v druhém. Později se na trhu objevily i vylepšené verze upravené dalšími firmami, které většinou vycházely z verze Microsoftu.
Až do verze 5 byly rozdíly mezi MS-DOS a PC DOS opravdu minimální. Po vydání páté verze se ale firmy dostaly do sporu kvůli budoucnosti pokročilých OS. Microsoft upřednostňoval svá Windows, protože snáze pronikala na trh a Microsoft je zcela vlastnil. IBM prosazoval ambicióznější a technicky vyvinutější společný projekt obou firem OS/2. Od této doby se MS-DOS a PC DOS začaly vzdalovat jeden druhému a IBM začala nabízet PC DOS dalším výrobcům osobních počítačů a veřejnosti.
Strategií IBM bylo udržovat PC DOS ve verzi o kousek vyšší, než ve které nabízel Microsoft svůj MS-DOS. Vedlo to k takzvaným závodům v číslech verzí. Když byl vydán MS-DOS, IBM rychle vylepšila svůj PC DOS 6.0 na PC DOS 6.1. Krátce poté musel být MS-DOS kvůli chybám několikrát upraven a byly vydány verze MS-DOS 6.2, 6.21 a 6.22. Vzápětí IBM vydal PC DOS 6.3, který se stal nejznámější a nejúspěšnější verzí PC DOS. Mnoho menších výrobců PC na něj přešlo hlavně kvůli tomu, že DR-DOS 6.0 od firmy Digital Research (v této době kupované Novellem), který používali, již zastarával.
V poslední fázi „DOSové války“ byly téměř ve stejném okamžiku vydány PC DOS 7.0 a Novell DOS 7.0. Původně se předpokládalo, že produkt Novellu s mnoha funkcemi a vlastnostmi vyhraje, ale ve skutečnosti se ukázalo, že PC DOS byl spolehlivější a snadněji konfigurovatelný. Jenže to už Microsoft prosazoval na trhu svá Windows, nejprve ve verzi 3 a později 3.11, která nabízela komfortnější práci v grafickém režimu. Další verze Windows 95 přinesla mimo jiné dlouhé názvy souborů, které postavení konkurenčních DOSů velmi ztížilo.
PC DOS stále existuje.[kdy?] Byl vylepšen na verzi 7.1, která je také známá jako PC DOS 2000. Podporuje třeba formát disket známý jako XDF, který umožňuje zápis více dat než obvykle. Nicméně na trhu operačních systémů osobních počítačů je PC DOS již jen historií. Ačkoli ještě před dvěma roky[kdy?] byl IBM PC DOS 7.0 standardním doplňkem notebooků řady Travelmate firmy Acer.